# ゴッドバード (長谷川裕一の漫画)
『ゴッドバード』は、長谷川裕一による日本の漫画作品。

## 概要
『月刊コミックラッシュ』（ジャイブ）2010年7月号から2011年12月号まで第1部が連載され、2012年5月号より2014年4月号まで第2部が連載された。テレビアニメ『勇者ライディーン』の生誕35周年として企画された作品であり、作中も同作から35年後の世界が舞台となっている。また、『超電磁ロボ コン・バトラーV』『超電磁マシーン ボルテスV』『闘将ダイモス』の3作品も原案として名を連ねており、4作品のクロスオーバー作品としての側面も持つ。第2部では上記に加え、『未来ロボ ダルタニアス』も原案として追加されている。
長谷川が過去に連載していた漫画作品『超電磁大戦ビクトリーファイブ』の直接の続編となっており、同作のオリジナル設定を一部引き継いでいる。
スピンオフ漫画として『ゴットバードひよこ』も同誌にて連載され、単行本第4巻に併録されている。

## あらすじ
第1部
ライディーンと妖魔帝国の戦いや、その他のスーパーロボット達と異星人達の戦いから35年後。平和を迎えて世代は移り変わり、ライディーン達は人々の心から忘れられた遠い存在となっていた。しかし、ある日突然現れた2匹の化石獣によって、それまで長く続いた平和の日々は終わりを告げる。
無力な人々の悲鳴が飛び交い、美しい街並みが瓦礫と化していく中、1人の少女の耳へ謎の声が届き、それに応えた彼女の元へ巨神が現れた。少女の名は囀晶、謎の声の主はひびき洸、そして巨神の名はライディーン。35年の時を超え、蘇った妖魔帝国や異星人達との戦いが幕を開ける。
第2部
ライディーンとビクトリーフォースの活躍により、妖魔バラオが滅びてから数か月後。晶は中学3年生に進級し、平和な学園生活を送っていた。しかしある日、晶の耳に新たな危機を告げるプリンス・シャーキンの声が届く。一方、工事現場からはダルタニアスの一部である、サイボーグライオン・ベラリオスが発掘されていた。

## 登場人物
ビクトリーフォースの面々の内、コン・バトラーチーム、ボルテスチーム、一矢とエリカ、四ッ谷博士、チリらは、30年前にマグネバードのワープエンジンが故障し、亜光速飛行で地球に帰還したため、移動中の30年間はウラシマ効果によって歳を取っていない設定になっている。

### 本作オリジナル
囀 晶（さえずり あきら）
主人公。陸上部に所属する中学2年生。正義感と勇気を持ち合わせている。友人たち曰く「恋愛より陸上のタイムのほうが気になっているお年頃」。
クリスタルの柱の中で眠り続けるひびき洸より、「太陽のライディーン」の代理パイロットに選ばれる。
復活したプリンス・シャーキンは晶の顔を見た際、自身の弟に似ていると評している。両親は既に死亡しており、祖父母に育てられている。父親は祖父が海で見つけた身元不明の遭難者だったが、その正体はシャーキンの実弟にして王女レムリアの異母弟・アズナルであった（そのためシャーキンとは姪、洸とは従姉妹になる）。
ライディーンのゴッドボイスを使用する際、首の後ろに鳥の紋章のような物が浮かび上がる。この紋章は父から受け継いだものであり、ムー帝国の血を引いていることの証拠である。
また、シャーキンとワーバラオによるとムー帝国の伝説に残る「勇者」と対の存在「神鳥の巫女」らしい。洸やシャーキンが驚くほどの念動力をもつが、制御する力は未熟で感情が暴走すると抑えが効かずオーバーフローを起こしてしまう。
第1部では洸が復活した後、「月のライディーン」のパイロットとなる。第2部では中学3年生に進級している。
ちどり、ツバメ、白鳥
晶のクラスメイト。あくまでも一般人らしいが、バラオとタメ口を聞いたり（ちどり）、おまけの4コマ漫画で「実は宇宙人？（ツバメがボアザン星人、白鳥がバーム星人）」という疑惑があるも、本編では触れられていない。
奈良 麗美（なら れいみ）
ライディーンのパイロット候補生。曰く、母親の代からの因縁（かつて洸と共に戦った明日香麗の娘）があるとのこと。晶がライディーンのパイロットとなって以降は、荒磯の補佐を務めている。霊感が高く、バラオ消滅後霊体となったシャーキン、ガルーダ、ハイネル、リヒテルの四人に（彼らを認識できることもあって）居座られている。
アズナル
シャーキンの実弟であり、ムー帝国の王子の1人。才能に恵まれた少年で、シャーキンは深い愛情を注いでいた。シャーキンはアズナルにムー帝国を継がせたいと願っていたが、それが妖魔バラオにつけ込まれる原因となった。
妖魔となったシャーキンによって石化されていたが、バラオの消滅と共に石化が解け、日本に漂着して囀氏（晶の祖父）に拾われ彼の養子となって晶をもうけた。物語開始の数年前、妻と共に事故死している。兄弟ゆえか、晶の回想に描かれた姿はシャーキンの素顔とよく似ている。
名前はシャーキンをモチーフに作られたキャラクターのシャア・アズナブルが由来。
カーク・スクエア
国連軍の機動兵器部隊参謀長官。三輪防人を信奉しており、軍事力によってキャンベル・ボアザン・バームを支配することを目論む。実は地球人とボアザン星人のハーフで、そのことが理由で幼少の頃から迫害を受けていたが、彼を利用しようと考えた三輪の保護を受けたことにより彼の思想の信奉者となる。
彼自身は三輪の言葉（ボアザン星人の父が地球人の母親を捨てた）を信じていたが、ハイネルから当時地球侵攻軍の女官であったボアザン星人の母が奴隷である地球人の父と愛しあって子供（後のスクエア）をもうけ、家族のために自ら角を捨てたという真相が語られた。
真実を知って意気消沈したところをバラオと化した三輪に捕まり銃撃を受ける。しかし、ボアザンの血を引く証たる角によって命を拾い、最終決戦では天空剣を失ったボルテスVにボルトウラノスの大剣・ウラノスハルバートを届けた。その際にライディーンから放射されたムートロンエネルギーによって体内の妖魔細胞を浄化される。
決戦後は国連の刑務所に収監され、裁判を待つ日々だが、罪を償い今度こそ平和を作るために生きる決意を得た。
作中ではボアザン人の角は一度切り落とすと再生しないとされるが、ハーフであるカークの場合、切り落としても再生してくる。
ワーバラオ
妖魔大帝バラオを生み出した宇宙の闇。元妖魔帝国の祭祀長、祭官ベロスタンの肉体を依り代にして出現。新たなバラオを生み出すためスクエアと三輪、ワルキメデスに力を貸す。
大きな手の指の一つ一つに顔が付いた姿をしており、長谷川は「ワーバラオをモデルに『勇者ライディーン』の要塞ガンテが建造されたイメージ」と言及している。
ガスコンIII世（ガスコン- さんせい）
銀河中央から四惑星同盟の連合軍に参加した傭兵。ワーバラオによってザール星間帝国が滅ぼされて以来、戦乱が続く中央を纏めるだけのネームバリューを持つ剣人とビクトリーフォースに協力を要請した。『未来ロボ ダルタニアス』に登場したガスコンと同じ名を持つが関連は不明。
また、彼の傭兵団にはネシア将軍の他、かつてのクロッペン配下に酷似した風貌を持つ異星人が多数見受けられた。

### 『勇者ライディーン』から
ひびき 洸（ひびき あきら）
妖魔帝国撃退後は世界各地のムーの遺跡発掘調査に参加していたが、ライディーンより遥かな未来におけるバラオの復活を予知され、それに応じる形で物語開始の35年前の8月7日にクリスタルの柱の中で眠りにつく。長い眠りの中で自分の知らない世界に目覚めることに対する恐怖から眠り続けていたが、晶の呼びかけによって復活を果たす。
第2部ではマリと共に晶の通う中学校に転校してきた。スクエアの罠により身柄を拘束されてしまうが、晶たちの突入作戦に呼応して脱出。晶と合流した。
桜野 マリ（さくらの マリ）
妖魔帝国撃退後は洸やダンとともに世界各地のムーの遺跡発掘調査に参加していた。洸が眠りに就いた後は悲しみに暮れていたが、そこをバラオにつけ込まれ、肉体を依代にされてしまう。
第1部ラストでバラオから解放され、第2部では洸と共に晶の通う中学校に転校してきた。長きに渡ってバラオの依代となっていた結果、その影響で霊能力に目覚めていた。
荒磯 ダン（あらいそ ダン）
妖魔帝国撃退後は洸やマリと共に世界各地のムーの遺跡発掘調査に参加していた。現在では戦艦チヨノフの艦長。最終決戦後は改修され新たに生まれ変わったネオ・マグネバードの艦長となる。
猿丸 太郎（さるまる たろう）
戦艦チヨノフにおける科学技術担当。ムー帝国のオカルト科学を分析している。シャーキンの言葉をヒントにムー帝国の壁画に書かれた文字を解読することに成功し、バラオ復活を阻止する方法をビクトリーチームの面々に伝える。
プリンス・シャーキン
プリンス・ハイネルやリヒテル提督と共に、仮初めの肉体に魂を宿した化石人として復活した。悪魔人であると同時にラ・ムー王の血を引くため、「月のライディーン」を動かすことができる。
本作では血縁設定がより掘り下げられており、かつてはラ・ムー王の妻妾の1人が生んだ子の一人で才能に恵まれた実弟アズナルを深く愛していたが、王の正室の娘レムリアの王位継承が決まった際にアズナルへ権力を与えたいという欲望が生まれ、それをバラオに利用されて妖魔帝国に心を売ったという経緯が明かされている。第2部ではバラオが消滅したため、魂のみの存在として晶をサポートしていたが、ビクトリーチーム救出の際、意識をコピードロイドに入れることにより新たな実体を得る。二人分の念動力のオーバーフローでライディーンからはじき出されてしまった洸たちに代わってライディーンに乗り込む。
妖魔大帝バラオ
桜野マリの肉体を依代にして復活したため、第1部では彼女の姿となっていたが消滅。
第2部ではワーバラオの手により三輪、スクエア、ベロスタン、ワルキメデスに種が植えつけられ、負の感情をエサとして成長し三輪が新たなバラオとなる。
祭官ベロスタン
第2部に登場。本作では妖魔帝国の祭祀長であるが、実はバラオの監視役として宇宙の闇ワーバラオより派遣されていた。かつての上司であるシャーキンと対峙した際には彼に対し内心恨み節があったことを吐露している。
バラオを生み出したワーバラオの依り代となっていたが、実体を得たワーバラオの手により切り捨てられ、シャーキンとの対決に敗れ消滅。ワーバラオの眷属として「滅び」を望んでいた。

### 『超電磁ロボ コン・バトラーV』から
第2部では小介以外のコン・バトラーチーム4人はスクエアの罠により身柄を拘束されてしまうが、晶たちの突入作戦に呼応して脱出。ひそかに修理されていたバトルマシン6号機バトルアーマーで駆けつけた。
葵 豹馬（あおい ひょうま）

浪花 十三（なにわ じゅうぞう）

西川 大作（にしかわ だいさく）

南原 ちずる（なんばら ちずる）

北 小介（きた こすけ）
第2部では晶の通う中学校に転校してくる。本来は既に大学を卒業しているとの事だが、30年ぶりに地球に帰ってきた事とまだ修学年齢だった事もあって編入した。
コン・バトラーチームでは唯一現場を離脱できたため、超電磁チームの秘匿基地に剣人や晶たちを案内した。年齢相応に思春期に突入していたようで晶を意識しており、仲間を助け出した際にも「晶の助けにならないといけない」とひよこで大暴れしており、豹馬たちから見ても暴走気味だった。
四谷博士（よつや -）
元南原コネクション基地司令でビクトリーフォース母艦マグネバードの艦長。最終決戦後は司令職に移り艦長職は荒磯に譲った。
大将軍ガルーダ
30数年前の“異星人襲撃頻発期”に地球を侵略したキャンベル星人の大将軍。シャーキンやプリンス・ハイネル、リヒテル提督と共に復活した。人間ではなくロボットであるガルーダだけは残骸から再生されたため、他の再生幹部と異なりオリジナルの身体で復活しているが、かつてのコン・バトラーVとの決戦の記憶は消去されている。
第2部ではバラオが消滅したため、魂のみの存在として晶をサポートしていたが、ビクトリーチーム救出の際、意識をコピードロイドに入れることにより新たな実体を得る（彼は元々ロボットであるため、ある意味元に戻っている）。三輪たちの手で自動操縦状態だったコン・バトラーVに乗り込む。豹馬たちの復帰後はバトルアーマーの操縦を担当した。
ワルキメデス
第2部で国連軍にサルベージされて復活する。その頭脳を活かし、マグネスファイブ・ザマンダー・マルスのパイロットとなるコピー人間やコピードロイドの製作に協力している。彼もバラオ候補であったが、ガルーダとの対決に敗れ消滅した。

### 『超電磁マシーン ボルテスV』から
第2部ではボルテスチーム5人全員が、スクエアの罠により身柄を拘束されてしまうが、晶たちの突入作戦に呼応して脱出。ひそかに修理されていたボルトマシン6号機・ボルトスピナー、7号機・ボルトローラーで駆けつけた。
剛 健一（ごう けんいち）

峰 一平（みね いっぺい）

剛 大次郎（ごう だいじろう）

剛 日吉（ごう ひよし）

岡 めぐみ（おか めぐみ）

プリンス・ハイネル
第1部では復活したバラオの妖魔術により、魂を土の中に封じ込められた化石人として復活する。第2部ではバラオが消滅したため、魂のみの存在として晶をサポートしていしていたが、ビクトリーチーム救出の際、意識をコピードロイドに入れることにより新たな実体を得る。三輪たちの手で自動操縦状態だったボルテスVに乗り込む。健一たちの復帰後は6、7号機の管制を担当。

### 『闘将ダイモス』から
第2部では一矢もエリカもスクエアの罠により身柄を拘束されてしまうが、晶たちの突入作戦に呼応して脱出。ひそかに修理されていたダイモス2号機・烈将フォボスで駆けつける。
原作で一矢と京四郎の仲間だった和泉ナナは、前作『ビクトリーファイブ』第2話でマグネバードの乗組員として登場している。
竜崎 一矢（りゅうざき かずや）

エリカ

リヒテル提督
第1部では復活したバラオの妖魔術により、魂を土の中に封じ込められた化石人として復活する。生身の戦いでは武術指南役ガーニィ・ハレック譲りの格闘術を見せ、一矢と互角に渡り合った。第2部ではバラオが消滅したため、魂のみの存在として晶をサポートしていたが、ビクトリーチーム救出の際、意識をコピードロイドに入れることにより新たな実体を得る。三輪たちの手で自動操縦状態だったダイモスに乗り込み、自身の格闘技術を駆使して乗りこなして見せたほか、エリカの駆る烈将フォボスとの兄妹連携で烈風W正拳付きを放つコンビネーションを見せた。その後一矢と機体を乗り換える。
三輪 防人（みわ さきもり）
かつての国連軍参謀長官。異星人排斥運動を繰り返し、国連刑務所に投獄された。第2部ではスクエアの手によって脱獄し、彼とともに武力による他種族の支配を目論む。ワーバラオに植えつけられたバラオの種により妖魔化し、脱皮して老人から壮年時の姿に戻る。一度はリヒテルとエリカに倒されたが、その際の負の感情が引き金となりバラオの種を覚醒させバラオとして復活する。
夕月 京四郎（ゆうづき きょうしろう）
かつて一矢と共に戦ったガルバーFXIIのパイロット。
バーム星人との戦い終盤で大怪我をしてしまい、ビクトリーファイブとは別行動をすることとなった。そのため、国連軍からノーマークとなっていたことを利用して第2部では晶のために世界中のスーパーロボット軍団を援軍として派遣する活躍を見せる。
現在は恰幅の良い中年になっているが、トレードマークのサングラスとアフロヘア、日本刀は健在。

### 『未来ロボ ダルタニアス』から
全員とも第2部に登場。
原作の敵勢力であるザール星間帝国は『ゴッドバード』の世界ではワーバラオによって滅ぼされているため地球に攻めてくることが無く、そのため戦いに参加することなく30歳代になるまで一般人として過ごしていた。なお、『超電磁大戦ビクトリーファイブ』第2部では原作通りザール星間帝国と戦った平行世界のダルタニアスと共闘したため、ビクトリーファイブから合流したメンバーからその時の情報が伝えられ、戸惑っていた。
楯 剣人（たて けんと）
平行世界の1995年ではダルタニアスのパイロットであった人物。この世界では30歳代になっており、学生時代に自分が起こした中小ゲーム会社の社長となっている。
曲がりなりにも社会人となり、世慣れたところはあるが正義感と江戸っ子気質は健在で「正しいケンカは勝つまでやめない」と語り、平行世界の自分とは違い戦士としての経験が浅いからこそ見せた「諦めの悪さ」はビクトリーフォースの面々を奮い立たせ、人々に気付きを与えたことで地上にある遺跡を稼働させる。
柊 弾児（ひいらぎ だんじ）
平行世界の1995年では剣人とともにダルタニアスを操縦していた人物。剣人の会社で働きながら司法試験の合格を目指している。剣人同様「異世界ではやっていた」という理由でガンパーのパイロットに。
白鳥 早苗（しらとり さなえ）
晶の友人である白鳥のおばにあたり、晶の担任教師でもある。平行世界の1995年では剣人と共に戦った人物。第2部で小介がかつて異世界からやってきた早苗と同一人物であると気付く。この世界では、大学で剣人と同じサークルに所属していた友人。
第2部ではスクエアの追撃から離脱した晶と小介を匿い、旧知の剣人の元へ案内した。教師として生徒を放ってはおけないと、晶たちの作戦にも同行するが、決戦後はその行動が問題となり、教職を辞する事となるも、剣人からのプロポーズを受けて銀河中央への遠征に同行する。
アール博士
1945年に剣人の父であるハーリン王子とともに地球へ逃れてきた、エリオス王家の忠臣。バラオ復活の騒動で人工冬眠から目覚めたところ、ハーリン王子はすでに目覚めて姿を消していた。ハーリンの息子である剣人を捜し当て、エリオス王家を復興するよう頼み込んでいるが、一向に聞き入れられていない。
現在は剣人宅の居候。住んでいる町の地下に勝手に秘密基地を作ったり、晶に対して剣人との縁談を申し込んだりとトラブルメイカーとなっている。また、長い居候生活からか、意気が低下しており、バラオと化した三輪との戦いの不利を感じると剣人に逃げる事を勧めた。

### 『超電磁大戦ビクトリーファイブ』から
チリ ／ ベリオン
ボアザン人の母とバーム人の父から生まれた混血児であり、角と翼の両方を持つ少女。科学者でもあった父親の遺産「イド・サークレット」によって精神力でコンピュータに干渉する能力を持っている。マグネバードの艦橋ではオペレーターとして戦いに参加している。

## 登場メカニック
詳細は各リンク先を参照。
ライディーン

コン・バトラーV

コン・バトラーV6(ブイシックス)

ボルテスV

ボルテスVII（セブン）

ダイモス

烈将(れっしょう)フォボス

マグネバード

ダルタニアス

アダルス

巨大シャーキン

ビッグガルーダ
ガルーダ専用機。原作での黒い顔は仮面と解釈されており、外すとガルーダそっくりな顔になる。更にガルーダと同じ鳥人の姿へ変形する機構を見せた。

守護神ゴードル

ギメリア
本作ではリヒテルが搭乗。

### 本作オリジナルメカニック
チヨノフ
35年間の間に建造されたライディーン専用母艦。マグネバードとの合体機能を持っている。名前の元ネタはライディーンと同じように実在した力士。
艦首部にライディーンを格納しており、人型時に発進する際には艦全体を90度直立させる必要があり、ライディーン側からの要請が優先される場合がある。合体時にはマグネバードの艦首部にドッキングする。この形態時には水平状態のまま、ゴッドバード形態で射出発進する。
月のライディーン
遺跡の壁画でライディーンと対であるかのように描かれた、「太陽のライディーン」（従来のライディーン）と対になる存在とされている黒いライディーン。武器や角などが金色である以外は、全身がすべて漆黒である。また、素体状態の機体色も黒である。
巨大な大剣と盾を装備しており、それらは本来「太陽のライディーン」に装備されるはずの武器であった（現在装備しているゴッドブロックやそれに内蔵されているゴッドゴーガン、ゴッドブレイカーは仮初の物だった）。“太陽のライディーンに授けられし真の剣と盾を守りし者”であり、妖魔帝国の侵攻の際には完成が間に合わなかったライディーン本来の武装を守護し、最悪の事態に想定して建造された。建造された際の状況もあって自律プログラムが太陽のライディーンより改定されており、非常時にはパイロットの意思を越えて攻撃行動に移る事もある。
洸が復活した後、晶がパイロットとなる。晶の念動力のコントロールが不完全であるため、彼女の意思に過剰に反応してしまう。そのため通学の足に使われるなど、晶に半ば私物化されている。第2部序盤で三輪達に奪われてしまい（量産機に追い詰められた状況から、晶の意思を無視してゴッドボイスを使おうとして損壊してしまった）、外部操縦ユニットを取り付けたベロスタンに操られ敵対してしまう。奪還後は晶とシャーキンの2人で乗り込んだ。
元ネタは超合金 (玩具)のブラックライディーン（リスペクト）。
真のライディーンの剣と盾
「太陽のライディーン」本来の武装で完成が間に合わず、ムー帝国の滅亡後神官とその子孫が長い時間をかけて完成させた。
　盾は通常形態のほかに翼を模した弓に展開することができ、そこへ剣を矢のようにセットすることで強力なエネルギーを撃ち出すことができる。膨大な量のムートロンエネルギーを内包し、妖魔の力では破壊できない。その反面、一度エネルギーを使い果たすと地球全土のムー文明の遺跡からムートロンのチャージを受ける必要がある。作中では剣人が語る「手を繋げ」という言葉を切っ掛けに多くの人々の意志がまとまり、そんな意志の力によってムーの遺跡が起動した。
日食の（エクリプス）ライディーン
「太陽のライディーン」と「月のライディーン」が、ムーの神秘科学の力によって分子レベルで融合した姿。ゴッドバード形態に変形する際は真の剣は衝角に、盾は展開して翼になる。
バラオとなった三輪との決戦では月のライディーンに同乗していたシャーキン含めた「3人乗り」となった。
ザマンダー
第2部に登場。国連軍がライディーンを科学で再現した「擬似ライディーン」。外見や武装はライディーンに似せてあり、ゴッドバード形態に変形しての飛行も可能（しかし、オリジナルとは違い飛行ユニットを兜のように装着している）。4機存在し、洸のコピー人間（後にはコピードロイド）が操縦している。名前の元ネタはライディーンの初期設定の没名称。
ザマンダー・キング
バラオと化した三輪が無傷の量産機を使って造り出した「魔王の器」。ザマンダーを核に再生したマルスとマグネスVが両手・両脚になっている。

マグネスファイブ
第2部に登場。国連軍が作り上げた、超電磁ロボ能力統合機。外見はコン・バトラーVにもボルテスVにも似ていない中間的デザイン。5台のマシンに分離合体可能で巨大なキャノン砲を腰の左右に装備しているほか、腰の装甲のM字の下にボルテスの天空剣と同じように伸縮変形する大型の接近戦用の剣を持つ。3機が存在し、コピー人間（後にはコピードロイド）が操縦している。名前の元ネタはコン・バトラーVの初期設定の没名称。
マルス
第2部に登場。国連軍が開発した闘将ダイモスの量産型。外見はダイモスに似るが、手の甲に格闘用の爪を持つ。また、全身に迷彩塗装が施されている他、口や鼻の無い表情に乏しいデザイン。5機が存在し、コピー人間（後にはコピードロイド）が操縦している。
ひよこ
第2部に登場。アール博士が開発した脱出ポッドであるが、外装をライディーンに似せた輸送機。見かけによらず高性能で多人数を乗せたまま陸海空の移動が可能な他、人間相手に「殺さない程度」の対人格闘もこなす。
元ネタは本編スピンオフ漫画の『ゴットバードひよこ』より。
アーマードダルタニアス（仮）
第2部に登場。ダルタニアスには搭乗できたが、素人同然の剣人の腕をカバーするための応急処置として超電磁ロボの予備パーツ流用の装甲を装着して防御力を上げている。
最終決戦では小介から聞いた「異世界のダルタニアス」の情報から三つのエンジンのエネルギーを統合する大博打を打った。しかし理論のみで行う上、状況から最大出力で運用せざるを得ないため最悪の場合、増大したエネルギーを制御できず爆発する恐れがあった。
ガルガンチュワ マークIII
第2部に登場。30余年前の「異星人襲撃頻発機」に開発された国際ロボ軍団の機体。
原型は『コン・バトラーV』第18話に登場するブリテン国が開発した巨大ロボ「ガルガンチュワ」。
国際ロボ軍団
第2部に登場。30余年前の「異星人襲撃頻発機」に各国で開発された機体。開発に難航し、ロールアウトしたのは各戦役終結後だったため、その存在はほとんど知られていなかった。
日本の超電磁ロボには性能では及ばないが、特殊能力でカバーしている。
ガルガンチュワ マークIIIの他にマゴットX（黒い巨体）、シーナック（円盤に手足が付いた機体）、ストームブレイド（ガンマン風）、スイン・01（アステカ風）、ガタフッズ（クワガタの頭）、ズイーク（戦車型）、キング・ハーニー（細身の機体）がいる。
コン・バトラー ゼウス
第2部に登場。強奪したコン・バトラーVを基に開発された機体。ワルキメデスが搭乗する。
外見や性能は同一だが、黒いボディと額のZマーク、両肩の左右5対の超電磁ヨーヨーが特徴。
それぞれの指に10枚の超電磁ヨーヨーを同時に放つオールレンジ攻撃「サテライトスライサー」が必殺技。
量産機から収集したデータを使うことにより1人でオリジナルの性能を引き出すことが可能。
ボルト ウラノス
第2部に登場。強奪したボルテスVを基に開発された機体。スクエアが搭乗する。
外見、性能は同一だが、黒いボディと額の天王星を示すマーク、巨大剣ウラノスハルバートが特徴。
量産機から収集したデータを使うことにより1人でオリジナルの性能を引き出すことが可能。
ダイモス プルートゥ
第2部に登場。強奪したダイモスを基に開発された機体。三輪が搭乗する。
外見、性能は同一だが、黒いボディと口を覆うマスクパーツと額に2対のアンテナがある。
額のアンテナのコントロール波を使うことにより量産機マルスをコントロールすることが可能。
連携攻撃の他にマルスをトランザー形態に変形させ弾丸のように発射する「マーズアタック」という技がある。
量産機から収集したデータを使うことにより格闘技経験のない三輪でもオリジナルの性能を引き出すことが可能。
メガグレイドン
第2部に登場。キャンベル星の巨大母艦。かつての戦闘指揮艦グレイドンの拡大版。地球の状況を見定めるためにキングスカールーク、コブラードIII世と共に地球に飛来した三隻の内の一隻。
キングスカールーク
第2部に登場。ボアザン星の巨大母艦。かつての戦闘指揮艦スカールークの拡大版。ワーバラオの攻撃を受けて3隻中、唯一被害を被っている。
コブラードIII世
第2部に登場。バーム星の巨大母艦。かつての戦闘指揮艦コブラードの同型艦（アイザムが用いた初代。メルビが使用した二代目から見て三代目のコブラード）。
マグマ獣、鎧獣士、メカ戦士
第2部に登場。それぞれキャンベル、ボアザン、バームの母艦に搭載されている。ワーバラオの母艦攻撃を阻むべく立ち塞がるが蹴散らされてしまう。　
劇中では名前もなく、どの機体がどの星所属のメカなのかは不明。

## 単行本
Amazon Kindleにて電子書籍も配信されていたが、2023年以降は配信終了している。
1. 2010年12月13日初版発行 ISBN 978-4-86176-807-1
2. 2011年6月13日初版発行 ISBN 978-4-86176-848-4
3. 2011年12月15日初版発行 ISBN 978-4-86176-874-3
4. 2012年10月14日初版発行 ISBN 978-4-86176-895-8
5. 2013年4月8日初版発行 ISBN 978-4-86176-899-6
6. 2013年10月7日初版発行 ISBN 978-4-86176-904-7
7. 2014年4月7日発売 ISBN 978-4-86176-907-8